# Brooksby Convalescent Home

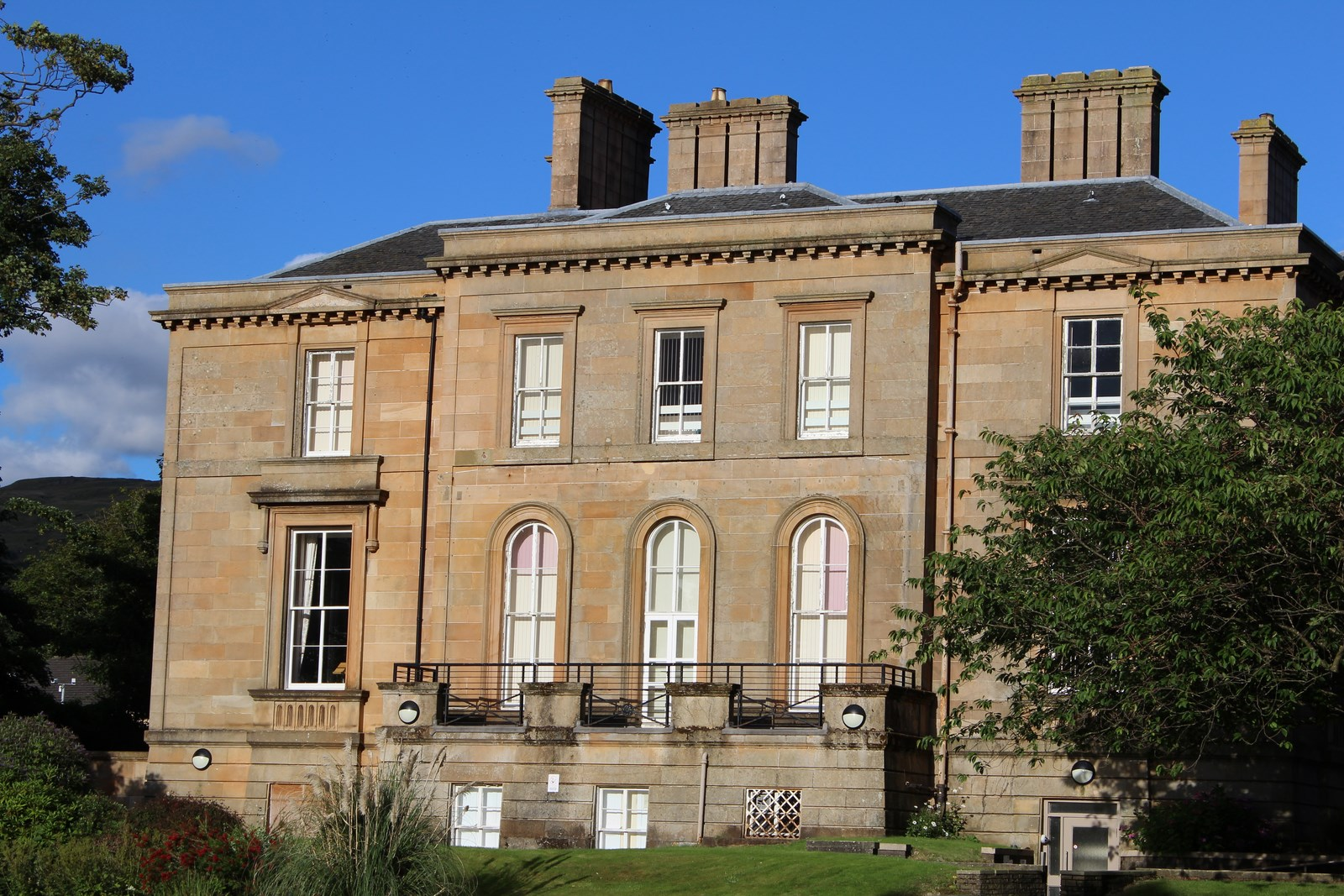
Rückwärtige Fassade des Brooksby Convalescent Home

Das Brooksby Convalescent Home, Brooksby House Hospital, ist ein ehemaliges Yachtclubhaus und späteres Pflegeheim in der schottischen Ortschaft Largs in der Council Area North Ayrshire. 1971 wurde das Bauwerk in die schottischen Denkmallisten in der höchsten Denkmalkategorie A aufgenommen.

## Geschichte
Das Gebäude wurde um das Jahr 1840 als Yachtclubhaus des Glasgower Kaufmanns Matthew Perst errichtet. Für den Entwurf zeichnen wahrscheinlich die Architekten David und James Hamilton verantwortlich. Ab dem Jahre 1897 wurde das Gebäude als Pflegeheim genutzt.

## Beschreibung
Das zweistöckige Gebäude liegt an der Greenock Road, der Uferstraße von Largs, gegenüber dem Firth of Clyde. Es weist die Merkmale der klassizistischen Architektur auf. Die westexponierte Frontseite ist symmetrisch aufgebaut. Die Fenster sind teilweise von Blendpfeilern flankiert und von Dreiecksgiebeln bekrönt. Der Eingangsbereich befindet sich an der kurzen Südfassade, die mit drei vertikalen Achsen gestaltet ist, von denen die linke zurückversetzt ist. In dem entstehenden Gebäudewinkel ist ein Harl-verputzter Aufzugsschacht neueren Datums zu finden, der das ursprüngliche Zwillingsfenster verdeckt. Mehrere Stufen führen zu dem mittigen Eingangsbereich. Dieser ist mit Portikus und zwei quadratischen Säulen mit Kapitellen gearbeitet. Das Rundbogenportal ist mit Kämpferfenster gestaltet. Die Zierbalkone im Obergeschoss werden durch Balustraden begrenzt. An der gegenüberliegenden Nordseite tritt ein einstöckiger Anbau mit Flachdach hervor. Das Hauptgebäude schließt mit einem schiefergedeckten Walmdach ab.